# Полярна звезда (астрономия)
Вижте пояснителната страница за други значения на Полярна звезда.
Полярна звезда в астрономията е звезда близо до някой от небесните полюси. Звездата около северния небесен полюс е северна полярна звезда, а около южния – южна полярна звезда.

## Северна звезда
Северната полярна звезда на Земята е имала важно значение за ориентирането от палеолита до днес.
През XX и XXI век най-близката до северния небесен полюс видима звезда е Полярната звезда (α от Малка мечка). Бледата λ от Малка мечка е още по-близо до полюса, но тя е от 6,4 звездна величина и може да се наблюдава само с бинокъл или телескоп.
Поради прецесията на земната ос и съответното изместване на небесния полюс, в рамките на платоническата година различни звезди са полярни.

## Южна звезда
Околностите на южния небесен полюс са бедни на ярки звезди. Най-близката до южния полюс е σ от Октант, но с яркост от 5,5 звездна величина тя е на границата на видимостта с невъоръжено око.

## Относителност на полярните звезди
Различните небесни тела имат различни полярни звезди поради разликата в ориентацията на техните оси на въртене. Членове на астрономическия клуб „Канопус“ във Варна посочват, че полярни звезди на Уран са Сабик (η от Змиеносец) и една от звездите между Алдебаран и Белатрикс (15 от Орион, в горната част на лъка, 4,8m).
Аналогично чрез ректасцензията и деклинацията на северния полюс на всяка планета можем да намерим нейния небесен полюс, но те всички попадат в области без звезди. Най-близко е Нептун – при ректасцензия 299,33° (19 часа 57 мин. 20 сек.) и деклинация 42,95° полюсът му попада между γ (Садр, 2,2m) и δ (2,9m) от Лебед.

## Историческо датиране
Според астрономическия институт на Московския университет, много древни народи отдават специално значение на полярната звезда заради нейната неподвижност в центъра на хоровода от звезди. Персите я наричат „Заповядваща на всички военачалници“, китайците – „Небесен император“, мордвинците – седалище на Нишки Пас (бог на небето, слънцето, огъня и светлината).
Съвременните астрономи могат доста точно да изчислят разположението на звездите в минали епохи, което според учените на университета може да се използва за датиране на преданията. Те посочват, че в митовете на чукчите „вождове/предводители на звездите“ са наричани Вега и Арктур, които са били полярни съответно преди 13000 и 7000 години. Като доказателство за съхранимостта на толкова древни предания е посочен палеоазиатския епос за Враната.